# ربکا کوها
ربکا کوها (لتونیایی: Rebeka Koha؛ زادهٔ ۱۹ مهٔ ۱۹۹۸) وزنه‌بردار اهل لتونی است.
وی در مسابقات کشوری و بین‌المللی در مجموع برندهٔ ۲ مدال طلا، ۱ مدال نقره، ۴ مدال برنز شده‌است.